# Zmago Jelinčič

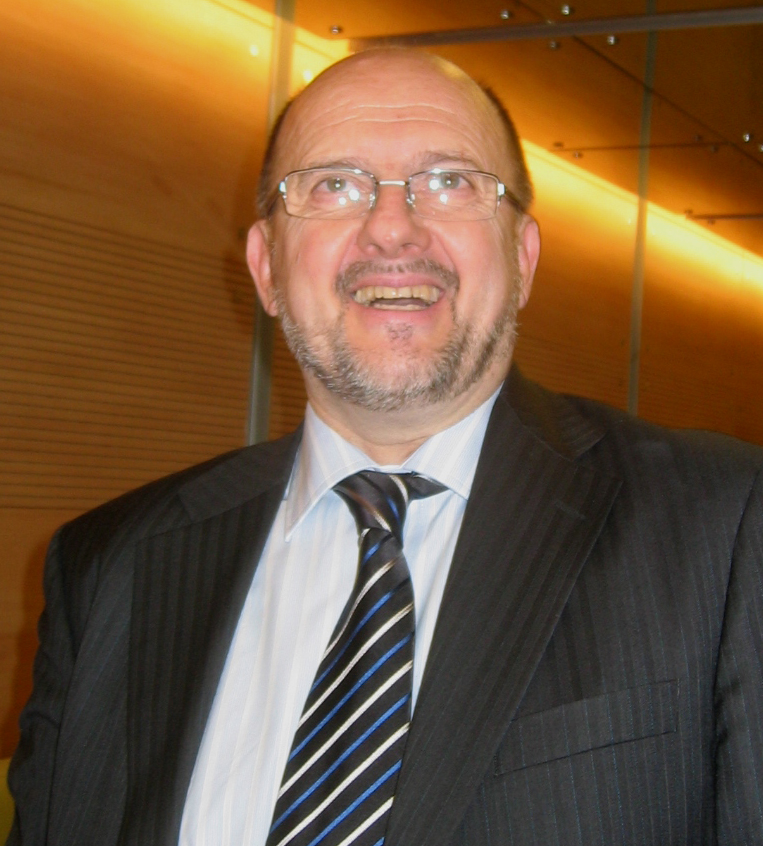
Zmago Jelinčič

Zmago Jelinčič Plemeniti (* 7. Januar 1948 in Maribor) ist ein slowenischer Politiker. Er ist gegenwärtig Vorsitzender der rechtsextremen Slowenischen Nationalen Partei (slowenisch: Slovenska Nacionalna Stranka, SNS).

## Leben
Zmago Jelinčič ist studierter Pharmazeut. 1991 war er an der Gründung der SNS beteiligt. Er war von 1992 bis 2011 Abgeordneter des slowenischen Parlaments und dort zeitweilig Vorsitzender der Ausschüsse für die Beziehungen zu Kuba und zur Volksrepublik China.
Jelinčič äußerte sich wiederholt abfällig über Ausländer und andere Volksgruppen, insbesondere über Slawische Muslime, Roma und Kroaten. Er schrieb das Vorwort zu dem Buch „Hrvati v luči zgodovinske resnice“ („Die Kroaten im Licht der historischen Wahrheit“), das sich kritisch-polemisch unter anderem mit der Rolle der Kroaten im Zweiten Weltkrieg auseinandersetzt.
Als Politiker beschäftigt sich Jelinčič vor allem mit dem Themenbereich des noch offenen Grenzstreits zwischen Slowenien und Kroatien. Die Grenze hat eine Länge von 501 km, davon sind 6 km strittig. In seinem Garten ließ er eine Tito-Statue aufstellen. Unterhalb der Statue steht die Aufschrift „Josip Broz Tito sin slovenske matere, zmagovalec druge svetovne vojne in maršal Jugoslavije“ (deutsch: „Josip Broz Tito, Sohn einer slowenischen Mutter, Sieger im Zweiten Weltkrieg, Marschall Jugoslawiens“).
Im ersten Durchgang der Präsidentschaftswahl am 21. Oktober 2007 erreichte Jelinčič mit 19,2 % den 4. Platz. Im Wahlkampf hatte er sich selbst mit dem französischen Rechtsextremisten Jean-Marie Le Pen verglichen (der 2002 in die Stichwahl der französischen Präsidentschaftswahl gekommen war) und ein Referendum gefordert, mit dem ein EU-Beitritt Kroatiens verhindert werden solle.

### Deutschsprachig
- Die Presse vom 24. Oktober 2007 über kroatische Reaktionen auf das Wahlergebnis
- Der Standard vom 9. November 2007 über Jelinčičs politische Ausrichtung

### Slowenischsprachig
- Biographie auf der Homepage der SNS
- Homepage von Zmago Jelinčič als Parlamentsabgeordneter (Memento vom 20. Oktober 2007 im Internet Archive)
- Interview mit Zmago Jelinčič
- Zmago Jelinčičs Auftritt im Staatsfernsehen zu Themen der Roma
- Zmago Jelinčič’s Vorwort im antikroatischen Pamphlet „Hrvati v luči zgodovinske resnice“